# Medische fysica
Medische fysica is het academische vakgebied dat de toepassing van methoden en technieken uit de natuurkunde in de geneeskunde onderzoekt. Tevens doet het vakgebied onderzoek naar de natuurkundige aspecten van het menselijk lichaam. Het omvat daarmee vakgebieden als  fysiologische meettechnieken, elektrocardiografie, circulatie en bewegingsleer, maar ook bijvoorbeeld onderzoek naar medische beeldvorming.
Medisch-fysisch onderzoek wordt doorgaans verricht in academische ziekenhuizen of aan (technische) natuurkunde-afdelingen van universiteiten. Resultaten van medisch fysisch onderzoek worden onder meer toegepast in de medische technologie en in de klinische fysica.